# Mosamba
Mosamba est une localité chef-lieu de secteur du territoire de Kenge dans la province du Kwango en République démocratique du Congo.

## Géographie
La localité est située sur la route RP 242 à 127 km au sud du chef-lieu provincial Kenge.

## Administration
Le secteur de Mosamba est constitué de 11 groupements : Kalunga, Kambundi Say, Kiamfu, Kinzadi, Kindi, Lukini Tsay, Mabaka, Mbau, Musaka, Ngoy, Tanda.